# Condylostylus ignobilis
Condylostylus ignobilis är en tvåvingeart som beskrevs av Becker 1922. Condylostylus ignobilis ingår i släktet Condylostylus och familjen styltflugor. Inga underarter finns listade i Catalogue of Life.